# William Douglas of Douglas († 1333)
William Douglas of Douglas († 19. Juli 1333 bei Berwick-upon-Tweed) war ein schottischer Adliger.
Er war der älteste Sohn und Erbe des Heerführers Sir James of Douglas. Als sein Vater 1330 in der Schlacht von Teba fiel, erbte er dessen Ländereien und folgte ihm insbesondere als Laird der feudalen Baronie Douglas.
Er gehörte dem Heer seines Onkels des Guardian of Scotland Sir Archibald Douglas an, das 1333 zum Entsatz der vom englischen König Eduard III. belagerten Grenzstadt Berwick aufgestellt wurde. In der folgenden Schlacht bei Halidon Hill am 19. Juli 1333 wurde das schottische Heer vernichtend geschlagen, auch William wurde in der Schlacht getötet.
Er blieb unverheiratet und kinderlos. Seine Besitzungen fielen an seinen Onkel Hugh Douglas.